# 马严
马严（12年—98年）。字威卿，扶风郡茂陵县（今陕西省兴平市东北）人，东汉初期大臣。

## 家世与早年
马严出身扶风马氏，其父马余字圣卿，是东汉名将马援之兄。少年时，马严父母早逝，但他以击剑骑射闻名，并通读《春秋左传》，广泛涉猎经史典籍，才华出众。他早年出任郡督邮，深得叔父马援的器重，常被委以重任。马援去世后，马严与弟弟马敦迁居巨下（今陕西一带），二人以德行高洁、慷慨助人闻名乡里，三辅地区的士人尊称他们为“巨下二卿”。

## 仕途经历
早年间，马援征讨五溪蛮时病逝，功绩却被梁松、窦固等人诬陷，致使马家势力日渐衰落，屡遭权贵欺凌。面对这一境况，马严极为忧愤，主动请求将马援之女（后来的马皇后）送入宫中以延续家族荣耀。他向刘秀上书，请求为马援的三位女儿择配皇族，最终马皇后被选入太子宫，年仅十三岁。她在宫中以谨慎恭敬、处事得体著称，深得阴丽华欢心。
马援之女成为汉明帝皇后后，马严迁居北地郡，远离朝廷，为避嫌主动与宾客断绝往来。

## 为官建功
永平十五年（72年），马严被召回洛阳。汉明帝召见时，马严从容应对，谈吐儒雅，举止有度，深得赏识，被特别留在仁寿闼，参与修订《建武注纪》，与杜抚、班固等人同列编修。
不久，马严被任命为将军长史，统领北军五校士及羽林禁军共三千人，屯驻西河郡，负责护卫南匈奴。他的治军严格而有方，政绩斐然。汉明帝亲自巡察武库，观看其部队的训练，表现出极高的赞许和荣耀。

## 后期经历
建初元年（76年）汉章帝即位后，马严被徵拜为御史中丞，升任五官中郎将，负责长乐卫尉事务。他时常举荐贤才，平反冤屈，深得朝廷器重。
建初二年（77年），马严被任命为陈留太守。他治理地方期间，明赏罚、重法纪，令陈留郡政通人和。时有京师谣传东方有贼扰民，诸郡纷纷戒备，唯独马严详加调查后断定为虚妄，最终事实证明其判断正确，因而声名大振。
然而，因窦勋之女为汉章帝皇后（窦皇后），窦氏一族势力日益强盛。马严曾直言不讳，建议疏远窦氏一族，这使得窦宪兄弟对其心怀不满。
建初六年（81年），马严因与宗正刘轶、少府丁鸿等人过从，牵涉相关案件，被徵拜太中大夫，不久转任将作大匠。然而，因得罪窦氏，建初七年（82年）遭免职，未能再入仕途。

## 晚年与去世
此后，马严隐居家中，教诲子孙，安度晚年。永元十年（98年），马严在家中去世，享年八十七岁。

## 子
马严有七个儿子，其中只有马续和马融以闻名于世。
- 马固
- 马伉
- 马歆
- 马鱄
- 马融
- 马留
- 马续

## 传记文献
- 《后汉书》卷二十四·馬援列傳第十四

1. ↑  《后汉书·皇后纪》：窃闻太子、诸王妃匹未备，援有三女，大者十五，次者十四，小者十三，仪状发肤，上中以上。皆孝顺小心，婉静有礼。愿下相工，简其可否。如有万一，援不朽于黄泉矣。